# Christian V
Christian V (en danois : Christian 5, en norvégien : Kristian V) né à Flensburg le 15 avril 1646 et mort le 25 août 1699 à Copenhague, fut roi de Danemark et de Norvège du 9 février 1670 à sa mort.

## Biographie
Il est le fils aîné de Frédéric III et de Sophie-Amélie, princesse de Brunswick-Lunebourg.
Il épouse Charlotte-Amélie, fille de Guillaume VI de Hesse-Cassel, le 14 mai 1667 à Nykøbing.
Sept enfants sont nés de cette union :
- Frédéric IV, roi de Danemark ;
- Christian-Guillaume (1672-1673) ;
- Christian de Danemark (1675-1695) ;
- Sophie-Hedwige de Danemark (1677-1735) ;
- Charles de Danemark (en) (1680-1729) ;
- Christiane-Charlotte (1683-1683) ;
- Guillaume de Danemark (1687-1705).

Christian V eut un fils illégitime :
- Christian de Gyldenloew, comte de Samsoe (1671 – 1703).

Il est généralement avancé que Christian V était doté d'un certain courage personnel et d'une affabilité envers le peuple, mais son image fut ternie par sa tentative infructueuse pour reconquérir la Scanie. La guerre épuisa les ressources économiques du pays sans créer de gains.

### Règne
Christian succède à son père, Frédéric III. Une partie de sa popularité auprès du peuple peut s'expliquer par le fait qu'il renforça la monarchie absolue en donnant un pouvoir nouveau aux roturiers, aux dépens de l'ancienne noblesse. Il créa de nouveaux titres de noblesse (comtes et barons). Un des roturiers élevé par Christian V fut Peder Schumacher, qui fut fait comte Griffenfeld en 1670, puis haut conseiller du Danemark en 1674. Les débuts du règne de Christian V sont marqués par l'influence de ce dernier.
Peder Giffenfeld, homme de grande qualité, comprit mieux la situation précaire du Danemark, la déclaration de guerre du Danemark à la Suède se faisant au moment où la Suède était l'alliée de la France, la grande puissance européenne de l'époque. Comme Peder Griffenfeld l'avait prédit, la Suède fut le plus solide allié de la France ; cette dernière dicta la paix avec le Danemark, allié de la Hollande, et en dépit d'une victoire navale danoise contre la Suède au cours de la guerre scanienne (1675 – 1679), il connut la défaite à la bataille de Lund et dut renoncer à conquérir la Scanie. Les espoirs danois de changement sur la frontière de la péninsule scandinave entre les deux pays furent déçus, et les dégâts causés à l'économie danoise furent très importants.
En 1676, Peder Griffenfeld, qui s'était opposé à la décision du souverain de déclarer la guerre à la Suède la même année, fut révoqué et emprisonné à vie pour haute traîtrise.
En 1683, Christian V introduisit au Danemark le Danske Lov (« Code Danois »). En 1687, il fut remplacé par le Norske Lov (« Code Norvégien »). En 1688, il fit rédiger l'enregistrement foncier afin de définir la valeur foncière du Danemark et de créer une fiscalité plus juste. Le règne de Christian V fut un âge d'or pour la science, grâce au travail de l'astronome Ole Rømer, en dépit de l'absence de connaissance et le peu d'intérêt que portait le roi pour la science.

#### Décès et Inhumation
Christian V décéda d'un accident de chasse le 25 août 1699. Il fut inhumé en la cathédrale de Roskilde.

## Généalogie
Christian V de Danemark appartient à la première branche de la maison d'Oldenbourg. Cette lignée donna des rois à la Norvège, à la Suède et au Danemark, et s'éteignit en 1863 au décès de Frédéric VII de Danemark.